# Quick.Cart
Quick.Cart – darmowy skrypt sklepu internetowego oparty na licencji Creative Commons Uznanie autorstwa 2.5, który powstał z myślą o obsłudze małych i średnich sklepów.
Został napisany w popularnym języku PHP, dzięki czemu nie ma problemu z zainstalowaniem go na większości serwerów internetowych. Baza danych Quick.Carta oparta jest na systemie plików tekstowych i nie wymaga stosowania SQL-owej bazy danych np. MySQL, PostgreSQL. Przy dodaniu powyżej 2000 produktów może spowalniać.

## Główne cechy
- zarządzanie produktami
- zarządzanie stronami i podstronami
- zarządzanie zamówieniami
- zarządzanie dostawami i płatnościami
- zarządzanie językami
- wyszukiwanie produktów
- wysyłanie i drukowanie zamówień
- zgodny z XHTML 1.1
- zgodny z WAI

Płatna edycja skryptu Quick.Cart.Ext pozwala na rozszerzenie możliwości sklepu o np. dostęp do bramek płatniczych (płatność kartą kredytową, Polcard, Dotpay, Przelewy24 itp.), systemy komentarzy, banerów, analizy zamówień, systemy rabatowe, dodatkowej prezentacji wybranych produktów i wiele innych.
Quick.Cart oparty jest na autorskim systemie szablonów, dzięki któremu w łatwy sposób można zmienić wygląd sklepu bez ingerencji w warstwę funkcjonalną skryptu. Zmiana grafiki na gotowy szablon sprowadza się do przegrania kilku plików.
Większość pytań i problemów związanych z aplikacją jest poruszanych na forum dyskusyjnym projektu.